# Дечија колика
Дечија колика  познате и као инфантилна колика  дефинише се као епизоде плача дуже од три сата дневно (најчешће ноћу), више од три дана у недељи, током три недеље код иначе здравог детета. Први детаљни медицински опис проблема објављен је 1954. године.
Иако ове колике обично не доводе до дугорочних проблема,  плач може фезултовати фрустрацијом родитеља, депресијом након порођаја, прекомерних посета лекару и злостављања деце.
Све бебе плачу - то је начин на који комуницирају и скрећу пажњу на своје потребе. Али беба са коликама је неутешна и вришти без очигледног разлога. Плач обично почиње изненада у отприлике исто време сваког дана, често у поподневним или вечерњим сатима. Међутим, када ваша беба не плаче, понаша се потпуно нормално.
Док су колике код беба безопасне и брзо пролазе, стање може бити фрустрирајуће за родитеље. Лечење грчева код бебе само доприноси стресу и умору новпечених родитеља.   
Узрок колика је непознат.  Неки истраживачи су ово стање повезали са постпорођајном депресијом и синдромом потресене бебе, док други верују да је то због гастроинтестиналних полремећаја попут оних код цревних колика. Како само мање од 5% одојчади са прекомерним плачем има основну органску болест, .  важно је да се обратите за помоћ лекару ако је она потребна.
Дијагноза захтева искључивање других могућих узрока.  Док клинички наалази укључују грозницу, слабу активност или отечен стомак.
Лечење је генерално конзервативно, са мало или нимало улоге било лекова или алтернативних терапија.  Додатна подршка родитељима може бити корисна. Оквирни докази подржавају одређене пробиотике за бебу и исхрану са ниским садржајем алергена од стране мајке код оних које доје.  Хидролизована формула може бити корисна за оне који се хране на флашицу.

## Епидемиологија
Дечије колике погађају 10–40% беба. Подједнако честе су код новорођенчади храњених на флашицу и дојених беба. Почињу током друге недеље живота, достиже врхунац у 6. недељи, а пролази између 12. и 16. недеље. Ретко трају до годину дана.
Јавља се истом проценту код дечака и код девојчица, а подједнако погађају све бебе, без обзира на: етничку припадност, социо-економски статус, начин исхране, редослед рођења.

## Етиологија
Тачан разлог зашто бебе добијају колике није познат. Међутим, постоји неколико фактора који могу играти улогу у њиховом настанку, а то су:
- Бол у стомаку или нелагодност због гасова (прогутан ваздух током дојења или плакања).
- Рефлукс (враћање) садржаја желуца.
- Алергије на храну .
- Интолеранција на млечне протеине .
- Недовољно или прекомерно храњење.
- Претерана стимулација.
- Рани облик мигренске главобоље.
- Емоционална реакција на фрустрацију, страх или узбуђење.
- Неразвијен систем за варење.

## Клиничка слика
Бебе са коликама су здрава одојчад која имају поновљене периоде неутешног плача - без очигледног разлога. Ове епизоде плача трају сатима без престанка. Симптоми колике код беба могу бити различити. Бебе које имају колике обично постану нервозне на крају дана, али плач може да се деси у било ком тренутку, и не постоји веза између ових периода нервозе и глади или нелагоде. Иако је беба нервозна и плаче, она наставља да добро једе и добија на тежини.
Симптоми колике могу укључивати:
- стиснуте песнице.
- ноге склупчане преко стомака.
- закривљена леђа.
- тврд, натечен стомак.
- испуштање гаса.
- активна гримаса или „болан“ поглед на лицу.
- лице постаје јарко црвено или има јачу нијансу након дугог плакања.

## Терапија
Не постоји лек, али постоје хигијенско-дијететске мере које се могу предузети да би се умирила беба са коликама. У те мере спадају:
Корекције у исхрани дојиље и исхрани формулама
- Ако дете доји, мајка би требало да прати сву храну и пиће које конзумира (дневник хране),јер све што једе преноси  на своју бебу и то може утицати на њу. Можда ће дојиља морати да избаците из исхране млечне производе, кофеин, чоколаду, орашасте плодове, лук, купус и било коју другу потенцијално иритантну храну.

- Ако се беба храни формулом, можда треба испробате другу марку. Бебе могу бити осетљиве на одређене протеине у формулама.

Ако осетљивост на храну изазива нелагодност, колике би требало да се смање у року од неколико дана од ових промена. 
Промена у режиму исхране
Такође може се покушати са храњењем бебе чешће мањим оброцима, или   избегавању храњења беба пребрзо или превише.

## Превенција
Како лекари нису сигурни шта тачно узрокује колике,  не постоји начин да се њихова појава спречи